# Stadionul Mbombela
Stadionul Mbombela este un stadion multiuz care va găzduii meciuri la Campionatul Mondial de Fotbal 2010. Este situat la șase kilometri de Nelspruit, fiind piesa centrală a unui complex sportiv. El se deosebește de celelalte stadioane prin cei 18 stâlpi de susținere si acoperișului care se aseamănă cu niște girafe. Stadionul este aproape de Parcul Național Kruger, de aici și comparația.